# Hospital de Maracanaú
O Hospital de Maracanaú é uma importante instituição de saúde do estado do Ceará, desempenhando papel fundamental no atendimento à população de Maracanaú e de diversos municípios da região metropolitana de Fortaleza. Sua história é marcada por transformações significativas, refletindo o crescimento do município, as mudanças nas políticas de saúde pública e o comprometimento com o bem-estar da população.
Fundado em 4 de junho de 1952 como Sanatório de Tuberculose, vinculado ao Ministério da Saúde, passou à condição de hospital geral em 1982. Na década de 1990, assume o nome de Hospital Municipal de Maracanaú. Em 2000, foi municipalizado e, em 2008, em homenagem a um de seus diretores, seu nome passou a ser Hospital Municipal Dr. João Elísio de Holanda.
O hospital é uma unidade integrante do Sistema Único de Saúde – SUS, classificado como uma unidade pública de médio porte e nível de complexidade secundária. Faz parte da 3ª Coordenadoria Regional de Saúde – Cres, sendo referência para seus oito municípios (Maracanaú, Maranguape, Pacatuba, Guaiúba, Acarape, Redenção, Barreira e Palmácia).
Entre os anos de 2000 a 2010, os serviços hospitalares foram ampliados para ambulatoriais, também de nível secundário de assistência, com as unidades: Centro Integrado de Reabilitação – CIR, Policlínica de Maracanaú e Centro de Testagem e Aconselhamento Sorológico em DST/AIDS – CETAS. Dessa expansão, veio o nome Complexo Hospitalar e Ambulatorial de Maracanaú Dr. João Elísio de Holanda.

## História

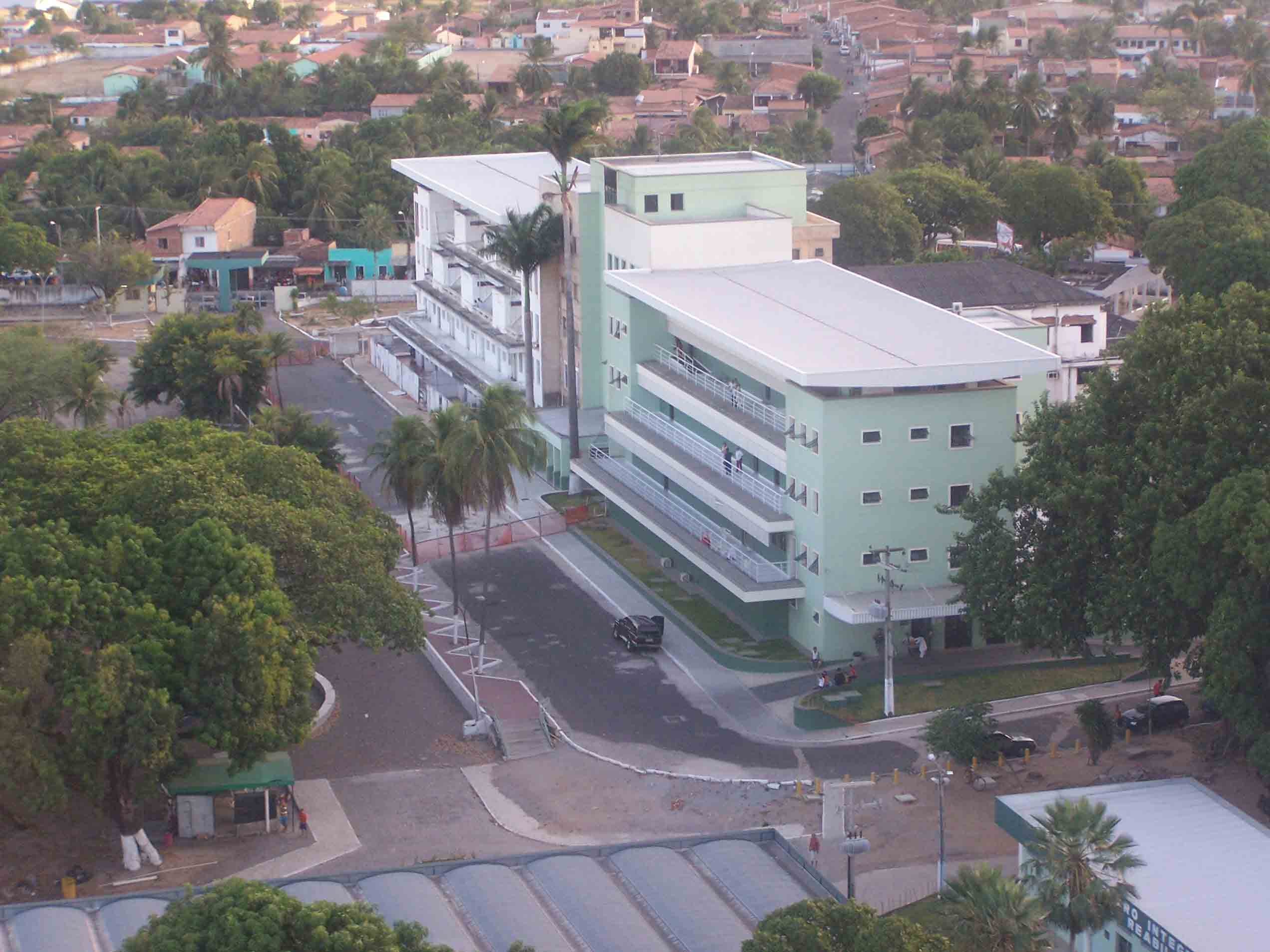
Vista aérea do hospital.

### Os Tempos do Sanatório
A origem do hospital remonta à década de 1940, quando o local onde atualmente funciona o Hospital de Maracanaú abrigava um sanatório. Este sanatório tinha como principal objetivo o tratamento de pessoas com doenças respiratórias, especialmente a tuberculose, uma enfermidade muito comum na época. O contexto histórico da época, marcado por desafios de saúde pública como surtos e epidemias, levou à necessidade da construção de espaços específicos para o tratamento dessas doenças.
O sanatório passou por diversas fases e reconfigurações ao longo do tempo. Durante muitos anos, o local foi conhecido por sua dedicação ao cuidado de pessoas afetadas pela tuberculose, com métodos e tratamentos bastante rudimentares, especialmente em comparação com as terapias atuais. No entanto, com o passar dos anos e o controle mais eficaz das doenças respiratórias, a missão do sanatório foi se tornando obsoleta.

### A Transformação para Hospital Geral
Na década de 1980, o antigo sanatório passou por uma reestruturação significativa. Com o crescimento da população e a mudança nas necessidades de saúde da região, o sanatório de Maracanaú foi transformado em um hospital geral, capaz de atender uma gama mais ampla de patologias. Essa mudança refletiu a crescente demanda por serviços de saúde, não só para a cidade de Maracanaú, mas também para os municípios vizinhos, que eram atendidos com recursos limitados na época.
O hospital passou a atender não só doenças respiratórias, mas também outras condições clínicas, cirúrgicas e de emergência, o que contribuiu para a ampliação de sua importância regional. Esse novo papel fez com que a instituição se tornasse um pilar fundamental para a saúde da região metropolitana de Fortaleza, especialmente para as áreas mais periféricas, que enfrentavam dificuldades no acesso aos serviços médicos.

### A Federalização do Hospital de Maracanaú
Uma das grandes mudanças na história do hospital foi a sua federalização. Durante os anos 1990, o hospital passou a ser administrado pelo governo federal, o que trouxe importantes investimentos para a melhoria da infraestrutura e ampliação da capacidade de atendimento. A federalização representou um marco na história da saúde no Ceará, pois possibilitou ao hospital contar com recursos federais, programas e melhorias em sua gestão, aumentando sua capacidade de atender a um número crescente de pacientes. 
A federalização também trouxe uma mudança de enfoque no atendimento, priorizando a qualidade dos serviços e a atualização das tecnologias utilizadas no tratamento. Essa mudança teve impacto positivo na percepção da população, que passou a ter acesso a um atendimento de saúde mais eficiente e abrangente.

## Reformas e modernização

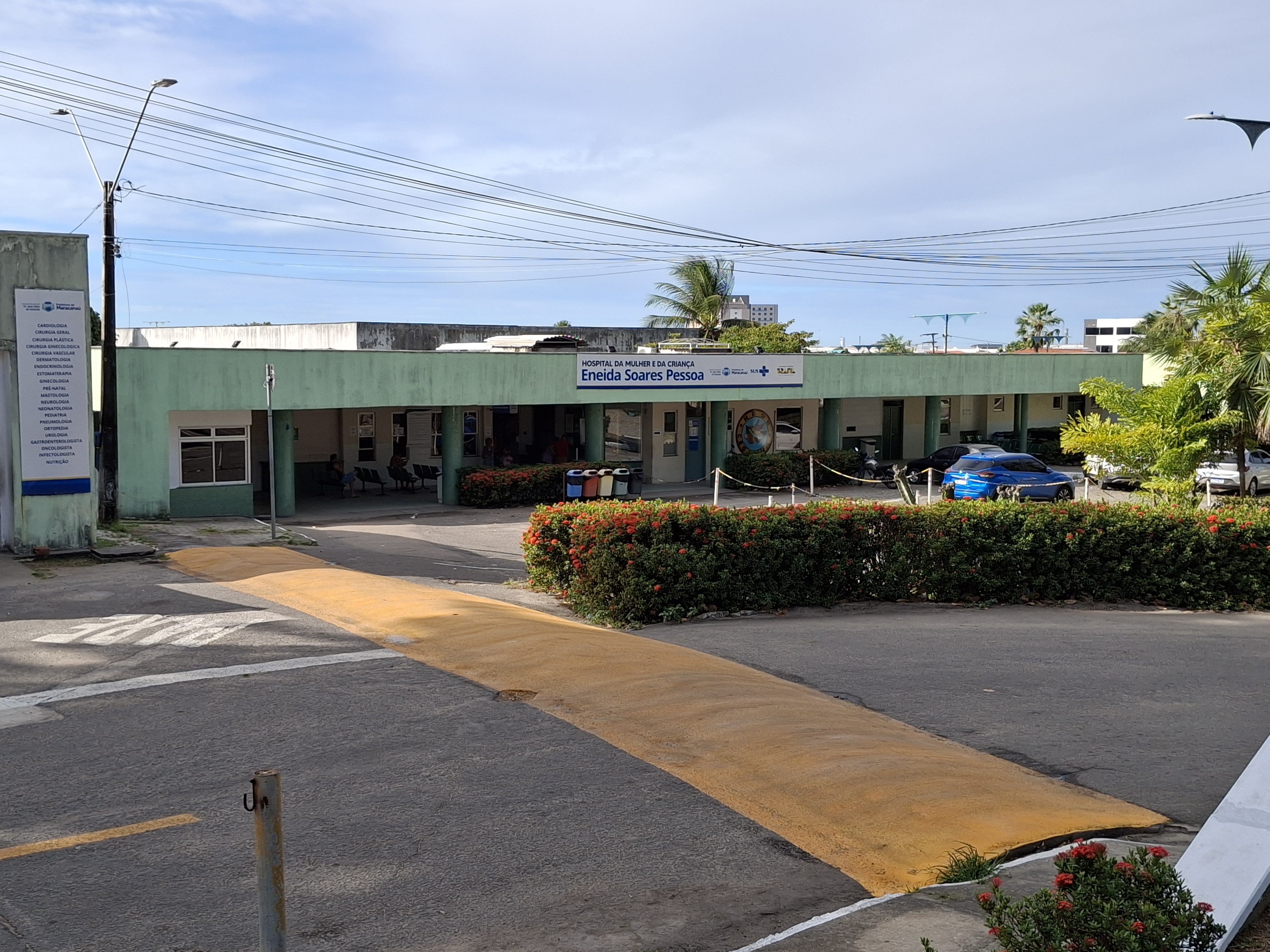
Hospital da Mulher e da Criança

Nos anos seguintes, o Hospital de Maracanaú passou por diversas reformas e modernizações, tanto em sua estrutura física quanto nos serviços prestados. A ampliação das instalações e a modernização dos equipamentos tornaram-se prioridades para garantir um atendimento de qualidade, considerando o aumento da demanda por serviços hospitalares na região.
As reformas incluem desde a ampliação de alas de atendimento até a implementação de novas unidades de saúde especializadas, como UTI, centro cirúrgico e maternidade, com o objetivo de melhorar o acolhimento de casos de urgência e emergência. Além disso, o hospital passou a investir em programas de capacitação profissional, garantindo que os médicos, enfermeiros e outros profissionais da saúde estivessem preparados para lidar com as novas demandas e tecnologias emergentes.

### A Municipalização do Hospital
Em 2000, o Hospital de Maracanaú passou a ser administrado pela Prefeitura Municipal de Maracanaú, através da municipalização da saúde. Esse processo de transferência de gestão para o município teve como objetivo tornar a administração hospitalar mais próxima da realidade e das necessidades da população local.
A municipalização possibilitou uma gestão mais ágil e direcionada, com maior foco nas demandas específicas da cidade e da região. A partir deste momento, o hospital pôde alinhar suas ações diretamente às políticas municipais de saúde, ampliando o acesso e melhorando a qualidade dos serviços para os maracanauenses e os moradores de cidades vizinhas.

### Construção do Hospital da Mulher
Outro marco importante na história do Hospital de Maracanaú foi a construção do Hospital da Mulher. A necessidade de oferecer um atendimento especializado para o público feminino, considerando as especificidades de saúde de mulheres em idade fértil, gestantes e puérperas, levou à criação dessa unidade hospitalar.
O Hospital da Mulher tem se tornado um centro de referência para o atendimento ginecológico, obstétrico e de urgências femininas, e é um exemplo de como a cidade de Maracanaú tem investido em serviços especializados para atender as necessidades de sua população. O hospital também desempenha um papel crucial no combate à mortalidade materna e infantil, com foco no cuidado humanizado e na assistência integral à saúde da mulher.

## Impacto regional

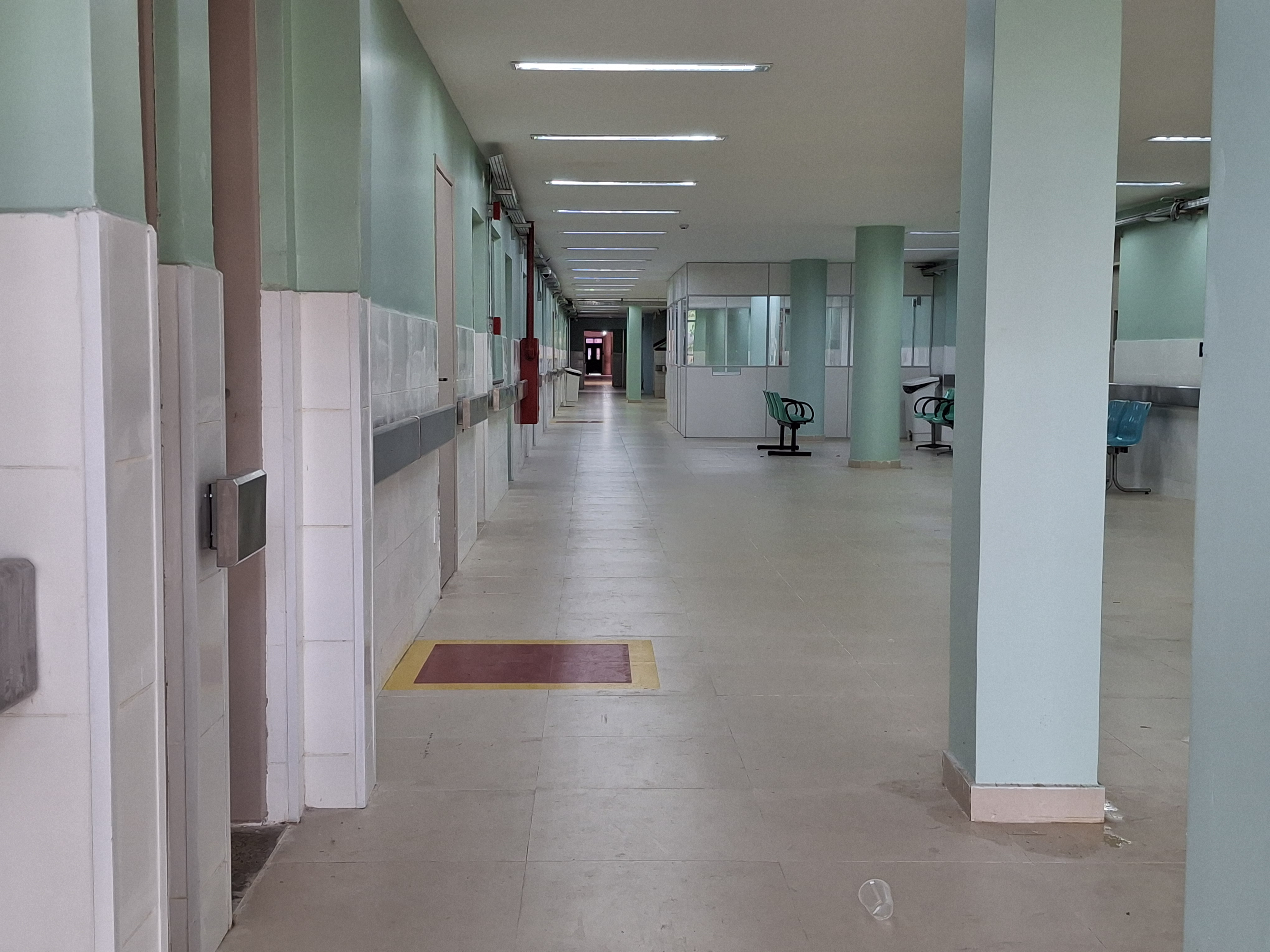
Área interna do hospital.

O Hospital de Maracanaú é uma peça chave na rede de saúde pública da região metropolitana de Fortaleza. A sua importância não se limita apenas ao atendimento de Maracanaú, mas se estende a outros municípios que dependem dos seus serviços para atendimentos de urgência, emergências e casos de média e alta complexidade.
A colaboração entre o Hospital de Maracanaú e outras instituições de saúde da região tem sido essencial para garantir que os moradores de áreas mais distantes de Fortaleza tenham acesso a tratamentos de saúde de qualidade, o que contribui para a redução das desigualdades no acesso a serviços médicos.
Além disso, a estrutura hospitalar se preocupa em integrar-se aos programas de saúde pública, promovendo campanhas de vacinação, prevenção e educação em saúde para a comunidade. Isso reflete uma visão de saúde não apenas curativa, mas também preventiva, alinhada com as diretrizes do Sistema Único de Saúde (SUS).
Apesar de todo o progresso, o Hospital de Maracanaú ainda enfrenta desafios. A crescente demanda por serviços de saúde e as limitações orçamentárias podem impactar a capacidade de oferecer atendimento de qualidade para todos os pacientes. No entanto, o hospital tem mostrado resiliência e capacidade de adaptação a essas dificuldades. O futuro do Hospital de Maracanaú passa por desafios de modernização contínua, ampliação da infraestrutura e busca por mais recursos para garantir que ele possa continuar a atender uma população crescente, cada vez mais exigente por serviços médicos de alta qualidade.